# Aéroport régional de San Marcos
L'aéroport régional de San Marcos (code IATA : KHYI • code OACI : HYI) est un aéroport civil situé dans le comté de Caldwell au Texas et desservant la ville de San Marcos dans le comté de Hays.
Avant son ouverture civile, il s'agissait d'une base aérienne militaire.